# Sztum
Sztum (udtale: [ʂtum], tysk: Stuhm)  er en by  i den  østlige del af voivodskabet Pommern i det nordlige Polen. Den har   9.515(2021)  indbyggere og et areal på 4,59 km², og   er administrationsby i powiatet (amt) Sztum.

## Historie
Der er fundet tegn på bosættelse, der går tilbage til Romerriget. I den tidlige middelalder fandtes en befæstet bosættelse af de gammelpreussere på stedet, erobret af de den tyske orden i 1236. Slottet blev erobret af polakkerne efter Slaget ved Tannenberg i 1410. Den fik byrettigheder blev givet til forliget i 1416 og bekræftet af kong Sigismund 2. August i 1553.